# Femke Markus
Femke Markus (Diemen, 17 november 1996) is een Nederlands voormalig langebaanschaatsster en tegenwoordig wielrenster die sinds 2023 rijdt bij Team SD Worx-Protime.
Als schaatsster werd ze bij de junioren wereldkampioen ploegenachtervolging en meervoudig Nederlands kampioen. Ook haar jongere zus Roos Markus en oudere zus Riejanne Markus zijn actief in de wielersport. Net als Riejanne, is Femke prof geworden bij de ploeg Parkhotel Valkenburg. In de Tour de France Femmes 2022 reed ze twee dagen in de bolletjestrui. In dat jaar won ze onder meer Leiedal Koerse en behaalde ze podiumplekken in de Ronde van Bretagne, Ronde van Thüringen en Dwars door het Hageland.

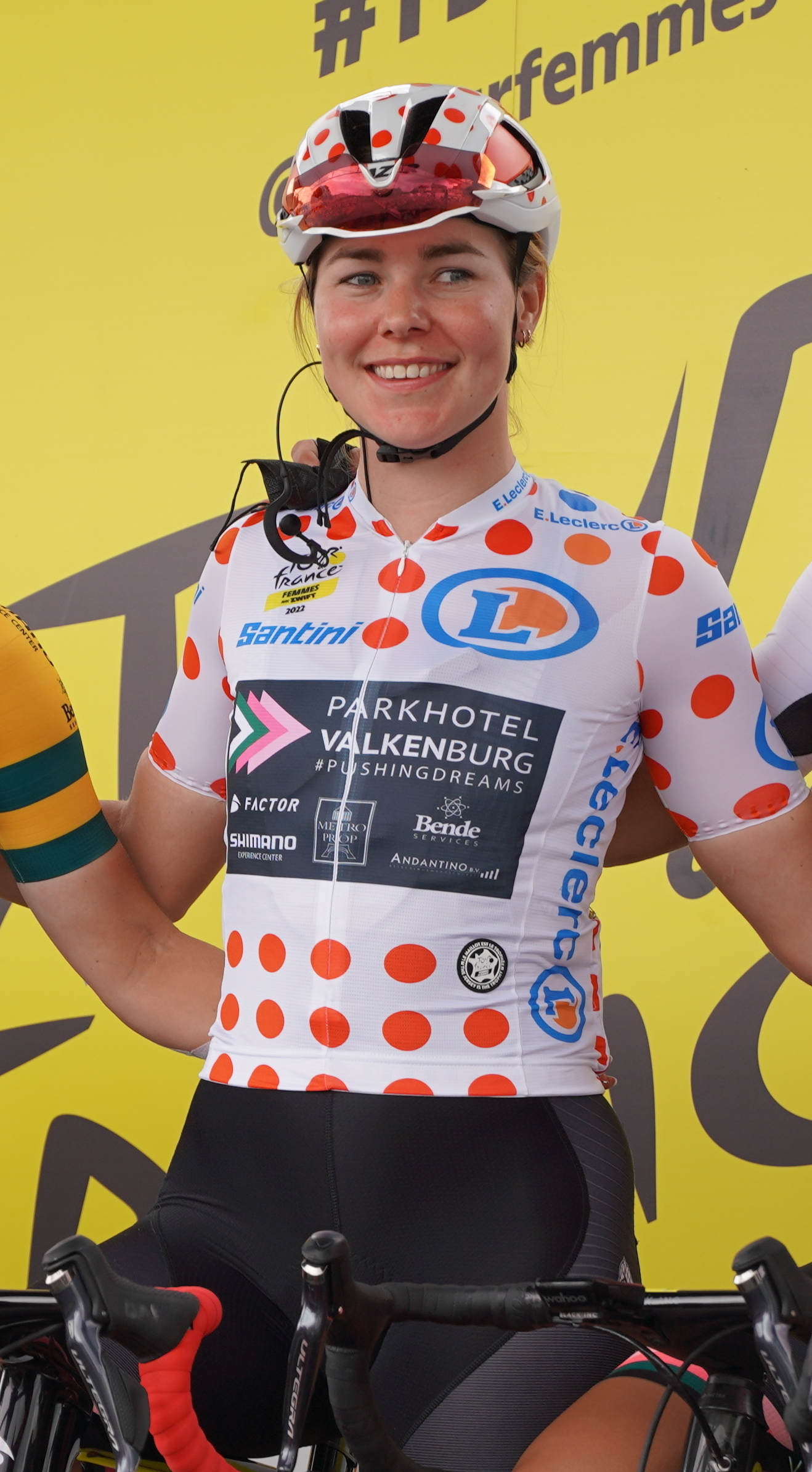
Femke Markus in de bolletjestrui in de Tour de France Femmes 2022.

Voor het seizoen 2023 stapte Markus over naar Team SD Worx. In Parijs-Roubaix maakte ze kans om te winnen. Ze was duidelijk een van de besten in de kopgroep, maar ze ging op de wielerbaan in Roubaix onderuit. Begin 2024 haalde ze brons op het NK Strandrace. In het voorjaar van 2024 won Markus in Zuid-Limburg de Volta NXT Classic. Het was haar eerste zege voor SD Worx.

## Schaatsen

### Persoonlijke schaatsrecords[7]
| Afstand    | Tijd    | Datum           | Baan       |
| ---------- | ------- | --------------- | ---------- |
| 500 meter  | 41,01   | 17 maart 2017   | Calgary    |
| 1000 meter | 1.18,56 | 18 maart 2017   | Calgary    |
| 1500 meter | 2.01,00 | 21 januari 2017 | Heerenveen |
| 3000 meter | 4.11,60 | 17 maart 2017   | Calgary    |
| 5000 meter | 7.10,97 | 29 oktober 2017 | Heerenveen |

### Belangrijkste uitslagen
(2017)-2018
 NK schaatsen Neo-Senioren 3000m
7e NK Allround en NK Afstanden 5000m
(2015)-2016
 Wereldkampioenschappen schaatsen junioren 2016 ploegenachtervolging
WK junioren: 4e op de massastart, 5e op de 3000m, 6e op de 1500m.
 Wedstrijd om de Wereldbeker Junioren in Baselga, 3000m
5x  NK Junioren A: allround, 1500m, 3000m, 5000m en massastart
1e NK Allround Junioren A, afstand 3000m (telt niet voor NK afstanden)
(2014)-2015
4e NK Junioren A, 3000m en 5000m
(2013)-2014
 NK Junioren B Allround en 1500m
 NK Junioren B 3000m

## Wielrennen

### Overwinningen
2022 - 2 zeges
Leiedal Koerse
Luba Ladies Classic Noordwijk
2024 - 1 zege
 NK Gravel
 NK Strandrace
Volta NXT Classic

### Uitslagen in voornaamste wedstrijden
| Jaar | Ronde van Italië | Ronde van Frankrijk | Ronde van Spanje |
| ---- | ---------------- | ------------------- | ---------------- |
| 2020 |                  |                     |                  |
| 2021 |                  |                     |                  |
| 2022 |                  |                     |                  |
| 2023 | 129e             |                     | 91e              |
| 2024 |                  |                     |                  |
| 2025 |                  |                     | 58e              |

| Jaar | Gent-Wevelgem | Ronde van Vlaanderen | Parijs-Roubaix | Omloop Het Nieuwsblad | Scheldeprijs |
| ---- | ------------- | -------------------- | -------------- | --------------------- | ------------ |
| 2020 |               |                      |                | 49e                   |              |
| 2021 |               | 87e                  | 39e            | 42e                   | 11e          |
| 2022 | 19e           | 39e                  | 18e            |                       | 74e          |
| 2023 |               |                      | 19e            |                       | 31e          |
| 2024 | 60e           |                      |                |                       | 55e          |
| 2025 | 91e           |                      |                |                       | 68e          |

## Ploegen
- 2019 –  Parkhotel Valkenburg
- 2020 –  Parkhotel Valkenburg
- 2021 –  Parkhotel Valkenburg
- 2022 –  Parkhotel Valkenburg
- 2023 –  Team SD Worx
- 2024 –  Team SD Worx-Protime
- 2025 –  Team SD Worx-Protime

Adegeest · De Boer · Buysman · Duyck · De Gast · Knetemann · F.Markus · Nagengast · Raaijmakers · De Ruiter · Swinkels · Uiterwijk Winkel · Van der Meer · Van Veen · Vollering · De Vuyst · Wiebes
De Boer · Van der Burg · Buysman · Duyck · De Gast · Van der Hulst · Kasper · Koster · Markus · Nagengast · Nilsson · Raaijmakers · K. Swinkels · S. Swinkels · Van Veen · Vollering · Wiebes
Van Bokhoven · Bos · Bredewold · Buysman · De Gast · Gerritse · Van Haaften · Van der Hulst · Limpens · Markus · Neylan · Nooijen · Raaijmakers · Van Rooijen · Swinkels
Van Bokhoven · Bos · Bredewold · Frain (vanaf 6/7) · De Gast · Gerritse · Van Haaften · De Jong (tot 15/7) · Limpens · Markus · Nooijen · A. van Rooijen · S. van Rooijen · Schoens · Vanhove · Van der Wolf · Wyllie (vanaf 12/8)
Bredewold · van den Broek-Blaak (zwangerschapsverlof) · Cecchini · Fisher-Black · Frei · Guarischi · Kopecky · Majerus · Markus · Reusser · Schreiber (vanaf 1/3) · Shackley · Uneken · Vas · Vollering · Wiebes
Bredewold  · van den Broek-Blaak · Cecchini · Fisher-Black · Gerritse · Guarischi · Kopecky  · Majerus · Markus · Reusser   · Schreiber · Shackley (tot 16/4) · Uneken · Vas  U23 · Vollering · Wiebes
van Belle (vanaf 29/4) · Bredewold · van der Breggen · van den Broek-Blaak (tot 11/2) · Cecchini · Gerritse · Guarischi · Häberlin · Harvey · J. Kopecký · L. Kopecky  · Lach · Markus · Schneider · Schreiber · Schreurs · Vas · Wiebes 